# Diozy

Glikoloza jest jedyną diozą

Diozy – monosacharydy zawierające dwa atomy węgla. Istnieje tylko jeden przedstawiciel tej grupy, glikoloza (2-hydroksyetanal), który jest najprostszym możliwym cukrem.